# Част от мен
Част от мен (на турски: Kaderimin Yazıldığı Gün, в най-близък превод: Денят, в който e написана съдбата ми) e турски драматичен сериал, излязъл на телевизионния екран през 2014 г. Сериалът, който се състои от 2 сезона, приключва с излъчването на 50-ия си епизод на 29 декември 2015 г.

## Сюжет
Дефне и Кахраман не могат да имат деца. Тогава един ден селско момиче на име Елиф се влюбва в Кахраман и скоро Кахраман също проявява интерес към Елиф. Елиф започва работа в имението Йорукхан, което е имението на семейството на Кахраман. Дефне прави Елиф сурогатна майка, защото много иска да има дете. Елиф ще носи бебето на Дефне и Кахраман в утробата си. Но се случва съвпадение и яйцеклетките на Елиф се използват и бебето случайно става на Кахраман и Елиф. Елиф носи собственото си бебе в утробата си. Но тя не знае за това. Все още си мисли, че носи бебето на Дефне и Кахраман. Така мисли и Кахраман. Дефне разбира за това и полудява. Казва това на Кахраман. По-късно Дефне научава, че Кахраман и Елиф са се запознали, защото са били влюбени един в друг. Тя напълно полудява. Тя се опитва да раздели Кахраман и Елиф. Междувременно мъж на име Максут също е влюбен в Елиф. След това Дефне си сътрудничи с Максут. Елиф обаче не е влюбена в Максут. Планът за сътрудничество на Дефне и Максут е: Двамата ще се опитат да разделят Кахраман и Елиф, а Елиф насила ще се омъжи за Максут. Дефне ще се върне при Кахраман както преди и ще се опита да прогони Елиф от ума му. Благодарение на усилията на Дефне и Максут, за Кахраман и Елиф няма да е лесно да се справят с това и да изживеят любовта си.

## Излъчване
| Сезон | Сезон | Епизоди | Начало на сезона  | Край на сезона   | Всички епизоди | ТВ сезон    | ТВ канал | Дата и час      |
| ----- | ----- | ------- | ----------------- | ---------------- | -------------- | ----------- | -------- | --------------- |
|       | 1     | 34      | 14 октомври 2014  | 16 юни 2015      | 1 – 34         | 2014 – 2015 | Star TV  | вторник (20:30) |
|       | 2     | 16      | 15 септември 2015 | 29 декември 2015 | 35 – 50        | 2015        | Star TV  | вторник (20:00) |

## Излъчване в България
| Сезон | Сезон | Епизоди | Начало на сезона    | Край на сезона | Всички епизоди | ТВ сезон | ТВ канал | Дата и час                 |
| ----- | ----- | ------- | ------------------- | -------------- | -------------- | -------- | -------- | -------------------------- |
|       | 1     | 63      | 18 февруари 2016 г. | 20 май 2016 г. | 1 – 63         | 2016 г.  | bTV      | всеки делничен ден (20:00) |
|       | 2     | 29      | 23 май 2016 г.      | 4 юли 2016 г.  | 64 – 92        | 2016 г.  | bTV      | всеки делничен ден (20:00) |

## Актьорски състав
- Хатидже Шендил – Елиф Доан-Йорюкхан
- Йозджан Дениз – Кахраман Йорюкхан
- Бегюм Кютюк Яшароулу – Дефне Башер-Йорюкхан
- Гюл Онат – Къймет Йорюкхан
- Хакан Меричлилер – Якуп Йорюкхан
- Гонджагюл Сунар – Шюкран Йорюкхан
- Сердар Йозер – Максут Kaракоюнлу
- Берин Аръсой – Мерием Йорюкхан-Сертер
- Айшенур Йозкан – Джанан Йорюкхан
- Хасрет Джанан Тютюш – Айсел
- Бенур Дуйджу – Гюлсюм
- Анъл Алтан – Селим Йондер
- Бурчин Бирбен – Джелял
- Йелиз Башлангъч – Мюжгян
- Бюлент Дюзгюноолу – Халил
- Гюрбей Илери – Керем Сертер
- Султан Елиф Таш – Назлъ Доан
- Алмила Ада – Нехир Йорюкхан
- Гюнеш Хаят – Султан Доан
- Али Йерликая – Вейсел
- Метин Чекмез – Зия Йорюкхан
- Нихан Балйалъ – Мелек Каракойнлу
- Доганай Чирели – Айше
- Мехмет Боздоан – Ибрахим
- Дениз Тюркали – Саадет
- Синан Тузджу – Сонер Кая
- Салих Демир Урал – Топрак Йорюкхан
- Армин Ментеш/Аля Ментеш – Едже Йорюкхан

## В България
В България сериалът започва на 18 февруари 2016 г. по bTV и завършва на 4 юли. Дублажът е на студио Медиа Линк. Ролите се озвучават от Елена Русалиева, Ирина Маринова, Нина Гавазова, Александър Митрев и Христо Узунов.
На 2 август 2017 г. започва повторно излъчване по bTV Lady и завършва на 7 декември. На 19 август 2018 г. започва ново повторение и завършва на 27 януари 2019 г.
На 27 декември 2022 г. започва повторно излъчване по Dizi (TDC – Timeless Drama Channel/Timeless Dizi Channel), като дублажът е записан наново. Времетраенето на епизодите е по 45 минути, а интернационалната версия наброява 148 епизода. Дублажът е записан наново в студио Медиа Линк и ролите се озвучават от Нина Гавазова, Биляна Петринска, Росица Александрова, Константин Лунгов и Момчил Степанов.